# Ditassa insignis
Ditassa insignis är en oleanderväxtart som beskrevs av Farinaccio. Ditassa insignis ingår i släktet Ditassa och familjen oleanderväxter. Inga underarter finns listade i Catalogue of Life.